# Ryūichi Yoneyama (Fußballspieler)
Ryūichi Yoneyama (japanisch 米山 隆一 Yoneyama Ryūichi; * 18. Februar 1969 in Tokio) ist ein ehemaliger japanischer Fußballspieler.

## Karriere
Yoneyama spielte in der Jugendmannschaft des Yomiuri. Yoneyama begann seine Karriere beim Erstligisten Yomiuri (Verdy Kawasaki), bei dem er zunächst der zweiten Mannschaft angehörte. Für dem zweiten Mannschaft bestritt er 30 Zweitligaspiele. 1991 wechselte er zum ersten Mannschaft. Mit dem Verein wurde er 1991/92 und 1993 japanischer Meister. 1994 wechselte er zum Zweitligisten Tosu Futures (Sagan Tosu). 1994, 1995 und 1996 wurde er mit dem Verein 4. Platz. 1998 beendete er seine Karriere als Fußballspieler.

## Erfolge
Yomiuri / Verdy Kawasaki
- Japanischer Meister: 1991/92, 1993
- Japanischer Ligapokalsieger: 1992, 1993